# Hall 1 de la Foire de Belgrade
Le Hall 1 de la Foire de Belgrade (en serbe cyrillique : Хала 1 Београдског сајма ; en serbe latin : Hala 1 Beogradskog sajma) est situé à Belgrade, la capitale de la Serbie, dans la municipalité urbaine de Savski venac. Construit entre 1954 et 1957, il fait partie de l'ensemble de la Foire de Belgrade. Il est inscrit sur la liste des monuments culturels protégés de la république de Serbie (identifiant no SK 2046) sur la liste des biens culturels de la ville de Belgrade.

## Présentation
Le hall 1, situé 14 Bulevar Vojvode Mišića a été construit par une équipe dirigée par l'architecte Milorad Pantović et les ingénieurs Branko Žeželj et Milan Krstić. Le bâtiment a été conçu comme un complexe moderne centré sur trois halls d'expositions, reliés entre eux par des passages couverts.